# Натюрморт (фильм)
«Натюрмо́рт» — фильм китайского режиссёра Цзя Чжанкэ. Фильм получил главный приз 63-го Венецианского кинофестиваля — «Золотого льва» как лучший фильм 2006 года. Когда фестиваль начался, картина ещё не была готова. Решение жюри стало неожиданностью для кинокритиков. В китайском варианте лента называется «Санься хаожэнь», что в переводе означает «Хорошие люди из „Трёх Ущелий“».

## Сюжет
Действие фильма проходит в старом городе Фэнцзе, который был затоплен. Главный герой картины, шахтёр Хань Саньмин (играет самого себя), приезжает в город в провинции Шаньси, чтобы встретиться со своей бывшей женой, с которой не виделся 16 лет. Встретившись на берегу реки Янцзы, они решают вновь пожениться. 
Вторая главная героиня фильма, медсестра Шэнь Хун (Чжао Тао), приезжает в Фэнцзе с целью разыскать своего мужа, который уехал туда 2 года назад. Она понимает, что вместе они больше быть не могут, и предлагает развестись.

## Актёрский состав
- Чжао Тао — Шэнь Хун
- Чжоу Линь — Хуан Мао
- Хань Саньмин — Саньмин
- Ма Личжэнь — Мисси Ма
- Ван Хунвэй — Ван Дунмин
- Чэнь Кай
- Чэнь Жунху
- Цзянь Цзянь
- Фан Чуанань
- Хэ Чжунмин
- Хуан Юн
- Цзян Дэпин
- Цзян Шипин
- Лань Тянья
- Ли Бинь